# Stretto di Zarja (mare di Kara)
Lo stretto di Zarja (in russo пролив Заря, proliv Zarja) è un braccio di mare nel mare di Kara tra l'Isola Bonevi e il continente. Amministrativamente appartiene al Tajmyrskij rajon del Territorio di Krasnojarsk in Russia. 
Lo stretto ha avuto il nome della nave Zarja dal barone Eduard von Toll che svernò nella baia Colin Archer (бухта Колина Арчера), nella parte meridionale dello stretto, durante il primo inverno della spedizione polare russa del 1900-1902. 

## Geografia
A nord-ovest lo stretto sbocca negli stretti di Fram e di Sverdrup (пролив Свердрупа), a est nello stretto di Palander (Пролив Паландера). La maggior parte dell'anno lo stretto è coperto dal ghiaccio. 
Nella parte meridionale si aprono la baia di Colin Archer (76°08′N 95°04′E) e la baia Gusinaja (бухта Гусиная). All'ingresso della baia di Colin Archer ci sono alcune piccole isole:
- Isola Nabljudenij (остров Наблюдений)
- Isola Valunnyj (остров Валунный)
- Isola Ploskij (остров Плоский)